# Eugenia duchassaingiana
Eugenia duchassaingiana är en myrtenväxtart som beskrevs av Otto Karl Berg. Eugenia duchassaingiana ingår i släktet Eugenia och familjen myrtenväxter. Inga underarter finns listade i Catalogue of Life.